# ムアンノーンブワラムプー郡
座標: 北緯17度12分15秒 東経102度26分40秒 / 北緯17.20417度 東経102.44444度
ムアンノーンブワラムプー郡（ムアンノーンブワラムプーぐん）はタイ東北部・ノーンブワラムプー県の郡（アムプー）である。同県の県庁所在地（ムアン）でもある。

## 名称
ノーンブワラムプーとは、「山の幹の蓮の池」という意味である。

## 歴史
1767年、プラ・ウォーララーチャパックディーは現在のノーンブワラムプーにムアン・ナコーンクアンカンカープケーオブワバーンという街を建てた。1876年、第一次ホー戦役ののち、将軍だった、プラヤー・マヒンタラパックダムロンはターオ・ピムパーという人物を、プラ・ウィッチャヨードムカムッタケートの官職に任命し国主とし、街をムアン・カムッターサイブリーラムと名を変えた。
1906年、ラーマ5世（チュラーロンコーン）はこの街をノーンブワラムプーと変更した。1907年、プラ・ウィッチャヨーが死亡。モントン・イーサーンはプラ・ウィチャーンカムッタキット (スア・プレーヤポーティデーチャ)を郡長とし、郡庁を建設し郡とした。
1993年ノーンブワラムプーとその周辺の郡がウドーンターニー県から独立し、ノーンブワラムプー県を形成した。ノーンブワラムプーはその県庁所在地となった。

## 地理
ノーンブワラムプーの市街地は、パニエン川の形成した台地にあり、水源もその川である。郡南部は低地になっており、郡東部は山岳地帯になっており、ナムトック・タオトー森林公園がある。
国道210号線が東西に通っており、東にウドーンターニー方面、西にワンサプン方面とつながっている。南西に国道228号線が延びており、チュムペー方面とつながっている。南東に国道2146号線が延びており、ウボンラット方面とつながっている。

## 経済
郡内の主な産業は農業であり、コメ、果物などが生産されているほか。牧畜も行われており、ウシ、スイギュウ、ブタなどが生産されている。

## 行政区分
郡は15のタムボンにわかれ、さらにその下位に172の村（ムーバーン）がある。自治体（テーサバーン
）があり以下のようになっている。
- テーサバーンムアン・ノーンブワラムプー・・・タムボン・ノーンブワ、タムボン・ポーチャイの一部と、タムボン・ラムプーの全体
- テーサバーンタムボン・フワナー・・・タムボン・フワナーの一部
- テーサバーンタムボン・ナーマフアン・・・タムボン・ナーマフアンの一部
- テーサバーンタムボン・ナーカムハイ・・・タムボン・ナーカムハイの一部

また、郡内には13のタムボン行政体（オンカーンボーリハーンスワンタムボン）がある。
1. タムボン・ノーンブワ・・・ตำบลหนองบัว
2. タムボン・ノーンパイスーン・・・ตำบลหนองภัยศูนย์
3. タムボン・ポーチャイ・・・ตำบลโพธิ์ชัย
4. タムボン・ノーンサワン・・・ตำบลหนองสวรรค์
5. タムボン・フワナー・・・ตำบลหัวนา
6. タムボン・バーンカーム・・・ตำบลบ้านขาม
7. タムボン・ナーマフアン・・・ตำบลนามะเฟือง
8. タムボン・バーンプラーオ・・・ตำบลบ้านพร้าว
9. タムボン・ノーンカミン・・・ตำบลโนนขมิ้น
10. タムボン・ラムプー・・・ตำบลลำภู
11. タムボン・クットチック・・・ตำบลกุดจิก
12. タムボン・ノーンタン・・・ตำบลโนนทัน
13. タムボン・ナーカムハイ・・・ตำบลนาคำไฮ
14. タムボン・パーマイガーム・・・ตำบลป่าไม้งาม
15. タムボン・ノーンワー・・・ตำบลหนองหว้า